# Otagia neozelanicus
Otagia neozelanicus is een vlokreeftensoort uit de familie van de Condukiidae. De wetenschappelijke naam van de soort is voor het eerst geldig gepubliceerd in 1897 door Charles Chilton.